# Rent
A Rent (IPA: [rent], jelentése: ’bér/bérleti díj’) Jonathan Larson rockmusicale, mely Giacomo Puccini Bohémélet című operáján alapul. Néhány nélkülöző, bohém életet élő művész történetét meséli el a manhattani Alphabet Cityben. A történetre az AIDS árnyéka is rávetül.
Az első bemutatóra a New York Theatre Workshopban került sor 1994-ben, ahol három hétig játszották. Ugyanitt történt a hivatalos bemutató is 1996. január 25-én. A zeneszerző–szövegíró Jonathan Larson a premier előtti éjszakán hunyt el. A darab elnyerte a legjobb drámáért járó Pulitzer-díjat, és a közönség körében is sikeresnek bizonyult. Április 29-én a Broadwayen található nagyobb Nederlander Theatre tűzte műsorára a darabot, ahol 2008. szeptember 7-ig játszották kirobbanó sikerrel.
A Broadwayen a Rent a kritikusok tetszését is elnyerte, számos elismerést kapott, köztük számos Tony-díjat. A musical sokat segített az amerikai zenés színháznak elérni a fiatalabb generációkat is. A Broadway-produkció bezárásakor (2008. szeptember 7.) tizenkét év és 5124 előadás után a nyolcadik legrégebb óta futó Broadway-előadásnak számított, mindössze kilenc évvel lemaradva a listavezető Az Operaház Fantomja mögött. A musical bevétele 280 millió amerikai dollár fölé tehető.
A musical sikere Amerika-szerte számos bemutatót és turnét eredményezett, bemutatták a West Enden, számos nyelvre lefordították, így magyarra is. A magyarországi ősbemutató producere Simon Edit volt, az előadást a Piccolo Színház mutatta be Miklós Tibor fordításában és rendezésében 2001. március 16-án. 2005-ben készült el a filmadaptáció Rent – Bohém élet címmel, a Nederlander Theater záróelőadását pedig rögzítették, és Rent: Filmed Live on Broadway címmel mutatták be.
A darabot az USA-ban középiskolák is bemutatták, mely kiváltotta a szülők tiltakozását.

## Keletkezése
Billy Aronson drámaíró vetette fel először 1988-ban annak az ötletét, hogy elkészüljön „egy musical Puccini Bohémélete alapján, melyben Puccini érzéki pompáját felváltaná a modern New York durvasága és lármája.” Jonathan Larson, egy 29 éves zeneszerző, 1989-ben csatlakozott hozzá, és ketten együtt láttak hozzá a musical első dalainak megalkotásához (mint például a Santa Fe, az I Should Tell You és a Splatter, melyből a későbbi Rent című szám lett). Larson javasolta, hogy a mű színhelye East Village, a Manhattan szomszédságában fekvő avantgárd művésznegyed legyen, mely egy utcányira volt Larson Greenwich Village-i otthonától. Szintén ő javasolta a darab végső címét, mellyel Aronson kezdetben elégedetlen volt, ám Larson azzal győzte meg, hogy a „rent” a béren kívül másodjelentéssel is bír, melyet magyarul szétszakítottnak, szétziláltnak fordíthatunk, de az angolban a kábítószerek egyik tünetének leírásaként is használják. 1991-ben útjaik különváltak, amikor Larsson megkérte Aronsont, hogy ötletének felhasználásával egyedül folytathassa a Rentet. Larson nagy reményeket fűzött a készülő rockoperához: „közelebb hozni a zenés színházat az MTV-generációhoz.” Aronson és Larson úgy egyeztek meg, hogy ha a darab Broadway-premierjére sor kerülne, annak bevételében Aronson is részesülhet.
Jonathan Larson az 1990-es évek elején a rent zenéinek szerzésére összpontosított, miközben pincérkedésből tartotta fenn magát a Moondance Dinernél. Hét év alatt több száz dal készült el, miközben a darab jelentős változásokon ment át. A végső változatban negyvenkét dal maradt benne. Larson 1992 őszén kereste fel James Nicolát, a New York Theatre Workshop művészeti vezetőjét a Rent kottáival és hangfelvételeivel. Ott került először olvasópróbaszerűen színpadra 1993 márciusában. Hamar kiderült, hogy ígéretes alapanyag, ám számos szerkezeti hibát javítani kellett, ideértve a darab megterhelő hosszát és a túlzottan összetett cselekményt.
A New York Theatre Workshop-változat 1994-ben még olyan dalokat is tartalmazott, melyek a végső változatban nem szerepelnek (mint a You’ll Get Over It, a Tango: Maureen elődje, melyben Mark és Maureen szerepeltek; a Female to Female A & B, melyet Joanne és Maureen énekeltek; és a Real Estate, melyben Benny arról próbálja meggyőzni Markot, hogy legyen ingatlanközvetítő, és hagyja a filmkészítést). A főszereplők közt már megjelent Anthony Rapp (Mark) és Daphne Rubin-Vega (Mimi). Larson fokozatosan foltozgatta művét, mely változtatások megjelentek a műhelyelőadásokban.
A musical off-Broadway bemutatójának jelmezes főpróbája előtt, 1996. január 24-én adta Larson élete első újságinterjúját a The New York Times kritikusának, Anthony Tommasininak. Az interjú apropóját az adta, hogy a Rentet Puccini operájának premierje után kereken száz évvel mutatták be. Larson nem élte meg művének sikerét, az interjú után pár órával, január 25-én hajnalban diagnosztizálatlan aorta aneurysmában meghalt (melyet Marfan-szindróma okozhatott). A Rent első előzetes előadását eltörölték, helyette a színészek az összegyűlt barátoknak és családnak énekelték el a musical dalait Larson emlékére. Az ősbemutatót terv szerint megtartották, hamar nagy népszerűségre tett szert, melyet a lelkes kritikák és a zeneszerző aktuális halála fűtött. A százötven férőhelyes New York Theatre Workshopban telt házzal futott a darab, s hamarosan a népszerűségnek köszönhetően nagyobb színházba költözött. A Broadway-premierre a korábban elhagyatott Nederlander Theatre-ben került sor a 41. utcában 1996. április 29-én.

## Az ihlet forrásai
Larson számos forrásból építkezett a Rent megalkotásakor. A szereplők többségét és a cselekmény nagy részét Giacomo Puccini operájából, a Bohéméletből emelte át, melynek bemutatóját 1896-ban tartották – száz évvel a Renté előtt. A gümőkórt, a Bohémélet kórságát, Larson musicalében az AIDS, az 1830-as évek Párizsát az 1980-as évek New York-i East Village-e váltotta fel. A Rent szereplőinek nevei és személyiségei tükrözik a Bohémélet hőseit:
| Bohémélet                    | Rent                                                                                           |
| ---------------------------- | ---------------------------------------------------------------------------------------------- |
| Mimì, tuberkulózisos hímzőnő | Mimi Márquez, HIV-es bártáncosnő                                                               |
| Rodolfo, költő               | Roger Davis, HIV pozitív dalszerző                                                             |
| Marcello, festő              | Mark Cohen, független filmes, Roger lakótársa                                                  |
| Musetta, énekes              | Maureen Johnson, biszexuális előadóművész                                                      |
| Schaunard, zenész            | Angel Dumott Schunard, AIDS-es transzvesztita dobos                                            |
| Colline, filozófus           | Tom Collins, AIDS-es, meleg, anarchista filozófiaprofesszor                                    |
| Alcindoro, városi tanácsos   | Joanne Jefferson, ügyvéd, Maureen társa (részben Marcello alapján)                             |
| Benoit, háztulajdonos        | Benjamin ’Benny’ Coffin III, háztulajdonos, korábban Roger, Mark, Collins és Maureen lakótársa |

Hasonló párhuzamra példa Larson Gyújtsd meg a gyertyám (Light My Candle) című dala, mely szinte teljesen megegyezik Mimì és Rodolfo első közös jelenetével a Bohéméletben. Larson többször zeneileg is idézi Puccini Musetta-keringőjét (Quando me n'vo soletta per la via [Amikor egyedül sétálok az utcán]), melynek e köznyelvi címét az eredeti angol szöveg említi is („Musetta’s Waltz”), megidézi A Maureen-tangó (Tango Maureen) címe, tartalmilag pedig a Így fogadj el, vagy hagyj el! (Take Me or Leave Me) evokálja, amikor Maureen arról énekel, hogy bámulják meg az utcán. A Goodbye Love, illetve annak párja hasonló jellegű és hasonló funkciót tölt be mindkét színműben.
A Rent részint önéletrajzi ihletésű mű is. Larson évekig bizonytalan sorsú, New York-i, éhező művész volt. A zenés színházért feladta az anyagi biztonságot. Reményét és félelmeit átadta karaktereinek. A Rent szereplőihez hasonlóan ő is rossz körülmények között élt, melynek elemeit beépítette történetébe, így az illegális faégetőjét, a konyha közepén található kádat és a rossz csengőt, melynek köszönhetően barátainak az utca túloldalán lévő telefonfülkéből kellett szólniuk, hogy dobja le a kulcsokat. A történet azon eleme, miszerint Maureen Markot egy nőért (Joanne) hagyta el, szintén Larson életéből származik, mivel barátnője ugyanígy tett.

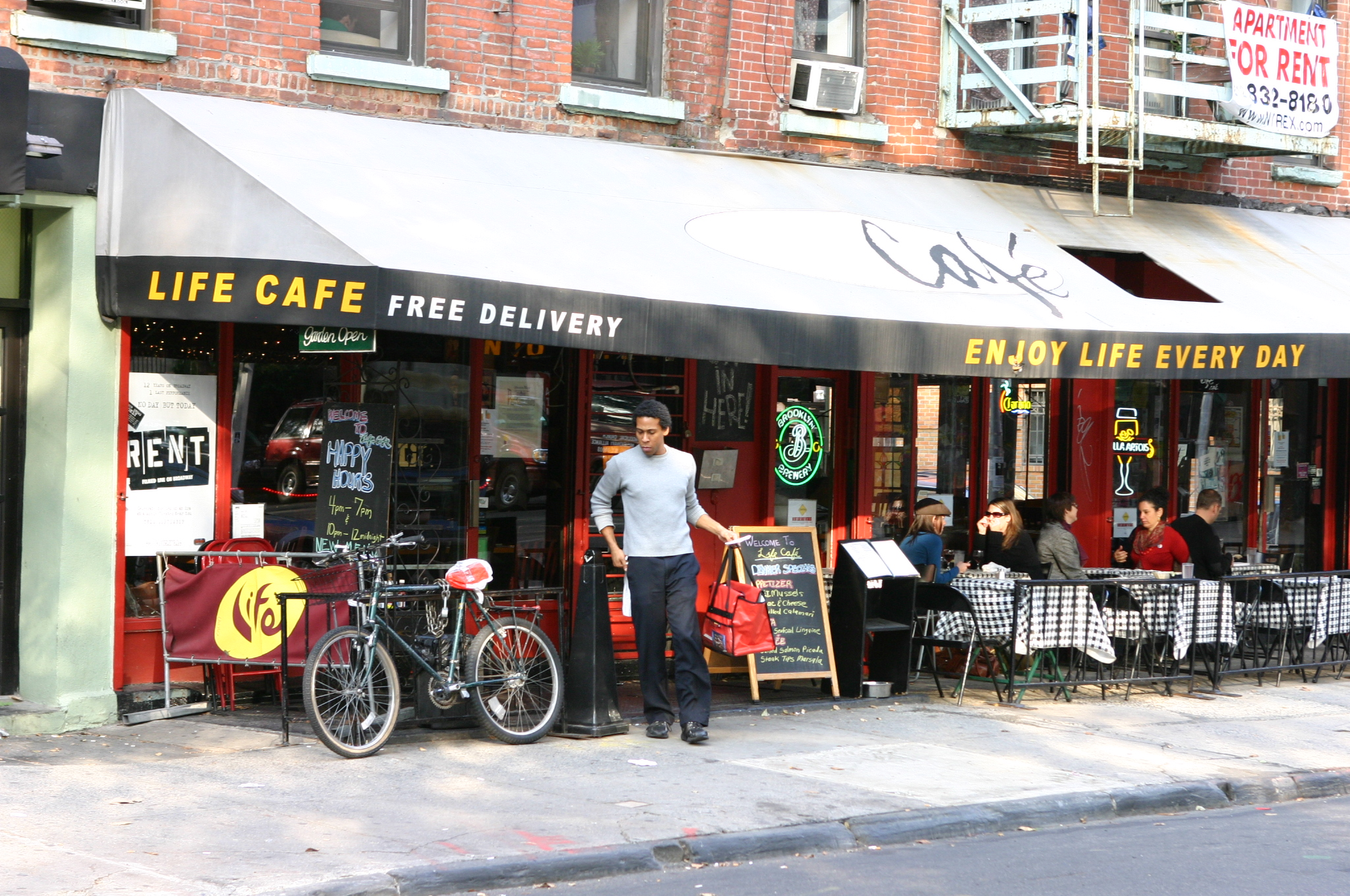
Life Café

A musical számos helyszíne létező hely. Így A bohémélet (La Vie Boheme) helyszíne, a Life Café (vagy Élet Café) létező kávézó East Village-ben. Az első felvonás végén említett zavargások az 1980-as évek végi Tompkins Square Park-beli, kijárási tilalom ellen kitört megmozduláson alapszanak.

## Dalok listája
| Első felvonás | Első felvonás         | Első felvonás         | Első felvonás                        |
|               | Eredeti cím           | Magyar cím            | Szereplő(k)                          |
| ------------- | --------------------- | --------------------- | ------------------------------------ |
| 1.            | Tune Up #1            |                       | Mark és Roger                        |
| 2.            | Voice Mail #1         | Üzenetrögzítő 1.      | Mark anyukája                        |
| 3.            | Tune Up #2            |                       | Mark, Roger, Collins és Benny        |
| 4.            | Rent                  | Bér                   | mindenki                             |
| 5.            | You Okay Honey?       |                       | Angel, Collins és férfi az utcán     |
| 6.            | Tune Up #3            |                       | Mark és Roger                        |
| 7.            | One Song Glory        | Egy dal dicsősége     | Roger                                |
| 8.            | Light My Candle       | Gyújts meg a gyertyám | Mimi és Roger                        |
| 9.            | Voice Mail #2         | Üzenetrögzítő 2.      | Mr. és Mrs. Jefferson                |
| 10.           | Today 4 U             | Ma én szívok          | Collins, Roger, Mark és Angel        |
| 11.           | You'll See            |                       | Benny, Mark, Roger, Collins és Angel |
| 12.           | Tango: Maureen        | Maureen-tangó         | Joanne és Mark                       |
| 13.           | Life Support          | Az életvédő csoport   | mindenki                             |
| 14.           | Out Tonight           | Játssz úgy, mint én   | Mimi                                 |
| 15.           | Another Day           | Másik nap             | Mimi, Roger és mindenki              |
| 16.           | Will I?               | Elveszítve tartásom   | mindenki                             |
| 17.           | On the Street         | Az utcán              | mindenki                             |
| 18.           | Santa Fe              | Santa Fe              | Collins, Angel és Mark               |
| 19.           | I'll Cover You        | Én óvlak majd         | Angel és Collins                     |
| 20.           | We're Okay            |                       | Joanne                               |
| 21.           | Christmas Bells       |                       | mindenki                             |
| 22.           | Over the Moon         | Egy ugrás a Hold      | Maureen                              |
| 23.           | Over the Moon Playoff |                       | zenekar                              |
| 24.           | La Vie Bohème A       | A bohémélet I.        | mindenki                             |
| 25.           | I Should Tell You     |                       | Mimi és Roger                        |
| 26.           | La Vie Bohème B       | A bohémélet II.       | mindenki                             |

| Második felvonás | Második felvonás         | Második felvonás              | Második felvonás                                              |
|                  | Eredeti cím              | Magyar cím                    | Szereplő(k)                                                   |
| ---------------- | ------------------------ | ----------------------------- | ------------------------------------------------------------- |
| 27.              | Seasons of Love          | A szerelem évszakai           | mindenki                                                      |
| 28.              | Happy New Year A         |                               | Mark, Roger, Mimi, Collins, Angel, Maureen és Joanne          |
| 29.              | Voice Mail #3            | Üzenetrögzítő 3.              | Mark anyukája és Alexi Darling                                |
| 30.              | Happy New Year B         |                               | Mark, Roger, Mimi, Collins, Angel, Maureen, Joanne és Benny   |
| 31.              | Take Me or Leave Me      | Így fogadj el, vagy hagyj el! | Maureen és Joanne                                             |
| 32.              | Seasons of Love B        | A szerelem évszakai II.       | mindenki                                                      |
| 33.              | Without You              | Ha elmész                     | Roger és Mimi                                                 |
| 34.              | Voice Mail #4            | Üzenetrögzítő 4.              | Alexi Darling                                                 |
| 35.              | Contact                  | Kapcsolat                     | mindenki                                                      |
| 36.              | I'll Cover You (Reprise) | Én óvlak majd II.             | Collins és mindenki                                           |
| 37.              | Halloween                |                               | Mark                                                          |
| 38.              | Goodbye Love             |                               | Mark, Roger, Mimi, Collins, Maureen, Joanne és Benny          |
| 39.              | What You Own             | Mutasd, mit érsz!             | Roger és Mark                                                 |
| 40.              | Voice Mail #5            | Üzenetrögzítő 5.              | Roger anyukája, Mimi anyukája, Mr. Jefferson és Mark anyukája |
| 40.              | Finale A                 | Finálé I.                     | mindenki                                                      |
| 41.              | Your Eyes                |                               | Roger                                                         |
| 42.              | Finale B                 | Finálé II.                    | mindenki                                                      |
| 43.              | Playout (I'll Cover You) |                               | zenekar                                                       |

## Hatása
A musical legnépszerűbb dalát, A szerelem évszakait (Seasons of Love) gyakran adják elő függetlenül a musicaltől, így például magyarországi szalagavatókon is.

### RENT-fejek
A Rent rajongói gyakran nevezik magükat RENT-fejeknek (RENT-heads). Ezzel a névvel eredetileg a Nederlander Theatre előtt táborozó rajongókat illették, akik órákig vártak arra, hogy az előadásokra húszdolláros, kedvezményes jegyeket válthassanak. (A ’rush ticket’-rendszert először a Rentnél vezették be: ez a jegy általában az első két sorba szólt és az előadás előtt két órával sorsolták ki. Később egyre több színház csatlakozott a kezdeményezéshez, így egy újabb réteg előtt nyílt meg a Broadway kapuja.) Számos RENT-fej több tucatnyi alkalommal látta a musicalt, akár különböző városokban.
Kelly Nestruck, a The Guardian újságírója így fogalmazott: „a Rent rajongóit… a köznyelvben RENT-fejeknek hívják, vagy még köznyelvibben a legeslegidegesítőbb musicalrajongóknak.”

## Szereposztás

### Legfontosabb amerikai szereposztások
| Szerep                | Eredeti szereposztás a Broadwayen | 2005-ös film            | 2008-as záró Broadway-előadás |
| --------------------- | --------------------------------- | ----------------------- | ----------------------------- |
| Mark Cohen            | Anthony Rapp                      | Anthony Rapp            | Adam Kantor                   |
| Roger Davis           | Adam Pascal                       | Adam Pascal             | Will Chase                    |
| Mimi Márquez          | Daphne Rubin-Vega                 | Rosario Dawson          | Renée Elise Goldsberry        |
| Tom Collins           | Jesse L. Martin                   | Jesse L. Martin         | Michael McElroy               |
| Angel Dumott Schunard | Wilson Jermaine Heredia           | Wilson Jermaine Heredia | Justin Johnston               |
| Maureen Johnson       | Idina Menzel                      | Idina Menzel            | Eden Espinosa                 |
| Joanne Jefferson      | Fredi Walker                      | Tracie Thoms            | Tracie Thoms                  |
| Benjamin Coffin III   | Taye Diggs                        | Taye Diggs              | Rodney Hicks                  |

### Magyarországi bemutató szereposztása
| Szerep                | Piccolo Színház első szereposztása | 2003-as album    | Másodszereposztások            |
| --------------------- | ---------------------------------- | ---------------- | ------------------------------ |
| Mark Cohen            | Nagy Sándor                        | Nagy Sándor      | Szente Vajk Csiszár István     |
| Roger Davis           | Csengeri Attila                    | Perei Timotheus  | Perei Timotheus                |
| Mimi Márquez          | Gallusz Nikolett                   | Mezőfi Gabriella | Mezőfi Gabriella               |
| Tom Collins           | Fellegi Lénárd                     | Fellegi Lénárd   | Fellegi Lénárd                 |
| Angel Dumott Schunard | Serbán Attila                      | Serbán Attila    |                                |
| Maureen Johnson       | Koós Réka                          | Koós Réka        | Nádasi Veronika Molnár Szilvia |
| Joanne Jefferson      | Nagy Anikó                         | Nagy Anikó       | Nagy Anikó                     |
| Benjamin Coffin III   | Nagy Lóránt                        | Bozsik Patrik    | Zayzon Csaba                   |

## Díjak és jelölések

### Tony-díj
A Rentet tíz Tony-díjra jelölték 1996-ban melyek közül négyet vitt el:
Nyertes
- legjobb musical
- legjobb szövegkönyv: Jonathan Larson
- legjobb eredeti zene: Jonathan Larson
- legjobb musicalszínész: Wilson Jermaine Heredia

További jelölések
- legjobb musical-főszereplő színész: Adam Pascal
- legjobb musical-főszereplő színésznő: Daphne Rubin-Vega
- legjobb musicalszínésznő: Idina Menzel
- legjobb világítás (musical): Blake Burba
- legjobb koreográfia: Marlies Yearby
- legjobb rendezés (musical): Michael Greif

### Egyéb díjak
A Rent a következő díjakra is jelölést szerzett 1996-ban, melyeket négy kivételével meg is nyert:
Nyertes
- Pulitzer-díj
  - legjobb színmű
- Drámakritikusok Díja
  - legjobb musical
  - legjobb szövegkönyv
  - legjobb musicalszínész: Wilson Jermaine Heredia
  - legjobb hangszerelés: Steve Skinner
  - legjobb dalszöveg
  - legjobb zene
- Theater World Award
  - az év felfedezettje: Adam Pascal
  - az év felfedezettje: Daphne Rubin-Vega
- New York Drama Critics Circle Award: legjobb musical
- Outer Critics Circle Award: legjobb Off-Broadway musical
- Drama League Award: legjobb musical
- Obie Award
  - legjobb  szövegkönyv, zene és dalszöveg
  - legjobb rendezés: Michael Greif
  - legjobb kórus

További jelölések
- Drámakritikusok Díja
  - legjobb musicalszínész: Adam Pascal
  - legjobb musicalszínésznő: Daphne Rubin-Vega
  - legjobb rendezés (musical): Michael Greif
  - legjobb jelmeztervezés: Angela Wendt

## Fordítás
- Ez a szócikk részben vagy egészben  a   Rent (musical) című angol Wikipédia-szócikk fordításán alapul.  Az eredeti cikk szerkesztőit annak laptörténete sorolja fel. Ez a jelzés csupán a megfogalmazás eredetét és a szerzői jogokat jelzi, nem szolgál a cikkben szereplő információk forrásmegjelöléseként.